# Barka, Divača
Barka je naselje v Občini Divača.